# Hegesip de Jerusalem
Hegesip de Jerusalem (grec antic: Ἡγήσιππος, llatí: Hegesippus; Palestina? - Jerusalem, ca. 180) fou un escriptor paleocristià, considerat el primer historiador de l'Església i un dels Pares apologètics de l'Església.

## Biografia
Eusebi ens diu que Hegesip va ser un convers del judaisme, erudit en les llengües semites i familiaritzat amb la tradició oral i els costums dels jueus, perquè a les seves obres cita l'hebreu, coneixia l'Evangeli dels Hebreus i un evangeli siríac, i també va citar les tradicions no escrites dels jueus. Sembla que va viure en alguna part de l'Orient, durant el període del Papa Anicet I (155-166) i va viatjar fins a Corint per finalment arribar a Roma, on va viure 20 anys durant el pontificat del papa Anicet i el d'Eleuteri.
Va enfrontar-se a les teories gnòstiques que sorgien dins de l'Església. La tradició indica que en el curs dels seus viatges va visitar els principals centres cristians d'occident i orient i recollia els ensenyaments de les diverses esglésies per determinar la seva uniformitat amb Roma; va fer notar amb gran satisfacció que totes les heretgies provenien d'individus, però que cap de les Esglésies ni dels seus bisbes havien caigut en l'error.
L'any 177 va tornar a Jerusalem on va morir ja ancià.

## Obra
Dins de l'Església Catòlica és considerat com el pare de la història eclesiàstica, ja que va compilar la primera llista de bisbes romans, des de Simó Pere fins a Anicet I. Només es conserven uns quants capítols dels cinc llibres de la Història de l'Església que va escriure i que comprenia des de la Passió de Crist fins a l'època de l'autor.
Les obres dHegesip actualment estan perdudes, llevat de vuit passatges relatius a la història de l'Església citats per Eusebi, que ens diu que ell va escriure Hypomnemata (Ὑπομνήματα; "Memòries" o "memoràndums"), en cinc llibres, emprant un estil simple en relació amb la tradició de la predicació apostòlica. A través de Jerònim, se sap que Hegesip és el responsable d'"escriure una història eclesiàstica de tots els esdeveniments de la passió del nostre Senyor en el seu període ... en cinc volums, que ha establert el Hypomnemata com la història de l'Església".
Eusebi cita d'Hegesip el cinquè i últim llibre, un llarg i potser llegendari relat de la mort de Sant Jaume el Just el germà del Senyor. També transcriu d'Hegesip la història de l'elecció del seu successor, Simeó, i la citació dels descendents de Judes Tadeu a Roma per part de l'emperador Domicià. També s'ha argumentat la probabilitat que l'afirmació d'Eusebi que Sant Joan va ser desterrat a Patmos per Domicià fos d'ell. Hegesip va esmentar la carta del papa Sant Climent I als corintis, aparentment en relació amb la persecució de Domicià. És molt probable que l'atribució de les heretgies durant els pontificats d'Ireneu i Epifani -per exemple, que Marció de Sinop deixeble de Cerdó Valentí i que va arribar a Roma, sota Anicet I- s'obtingués a partir de l'obra d'Hegesip, com també l'afirmació que Hermes, autor del Pastor d'Hermes, va ser germà del papa Pius I.